# Hranice
Pour les articles homonymes, voir Hranice (homonymie) et Weisskirchen.
Hranice (en allemand : Mährisch Weißkirchen) est une ville du district de Přerov, dans la région d'Olomouc, en Tchéquie. Sa population s'élevait à 17 969 habitants en 2025.

## Géographie

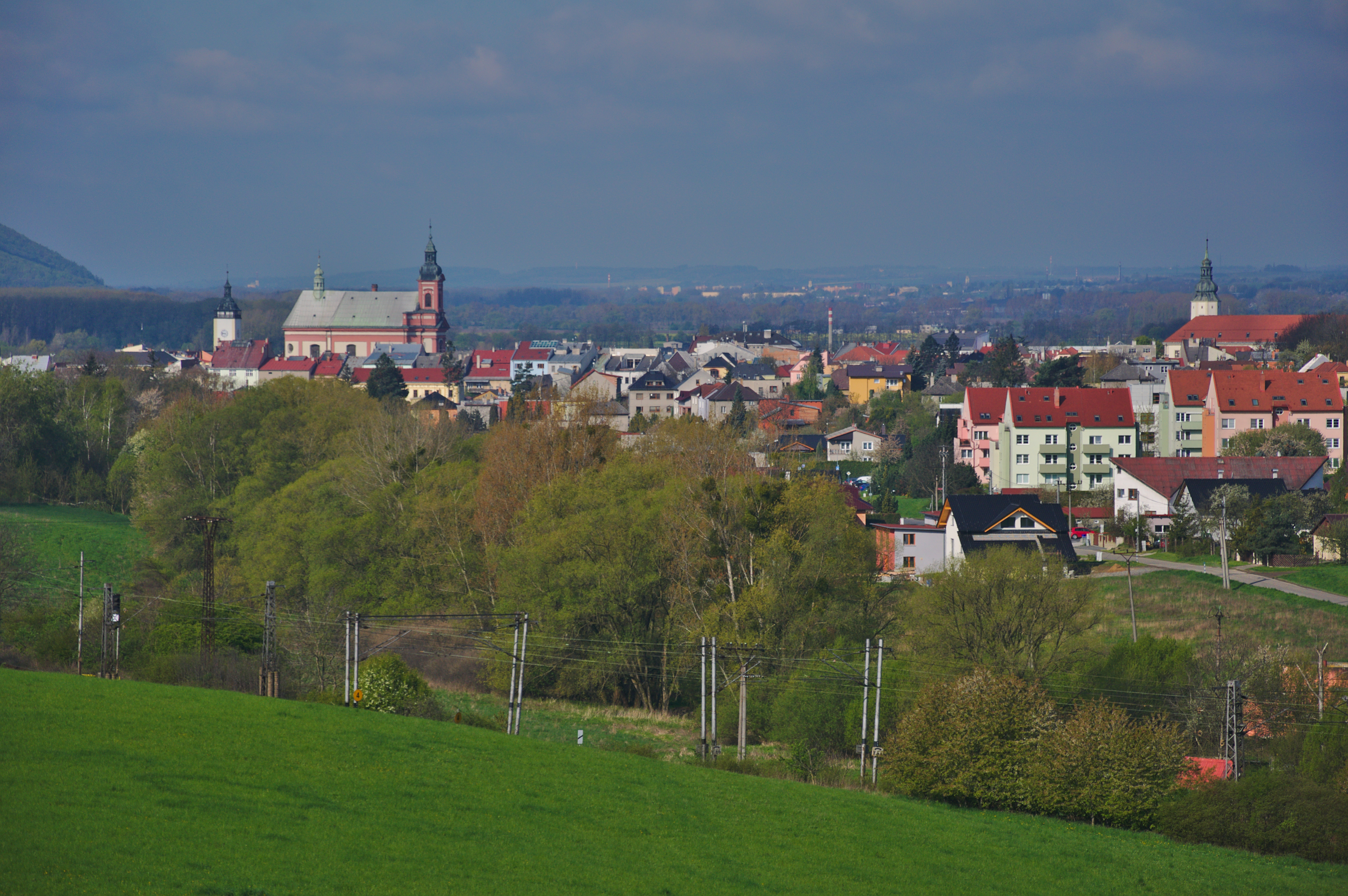
Vue sur la ville.

La ville est située dans la région historique de Moravie au pied des Sudètes. La route à travers la porte de Moravie au nord-est (aujourd'hui une partie de la route européenne 462) mène vers la Silésie. Hranice se trouve à 24 km au nord-est de Přerov, à 36 km à l'est-sud-est d'Olomouc, à 49 km au sud-ouest d'Ostrava et à 244 km à l'est sud-est de Prague. Elle est arrosée par la rivière Bečva et deux ruisseaux Ludina et Velička qui y débouchent. 
La commune est limitée par Olšovec et Střítež nad Ludinou au nord, par Bělotín et Černotín à l'est, par Ústí, Teplice nad Bečvou, Opatovice, Paršovice et Týn nad Bečvou au sud, et par Jezernice, Milenov, Klokočí, Hrabůvka et Radíkov à l'ouest.
Au sud-est de la ville se trouve la réserve naturelle de Hůrka. Le gouffre de Hranice (cs) est le gouffre inondé le plus profond au monde. Sa profondeur hors d'eau est de 69,5 m. Sa profondeur totale a été estimée en 2016 à 473 m, ; en 2020 elle est estimée au double, peut-être 1 km.

## Histoire
La région de Hranice était déjà peuplée à l'âge de pierre. Le village médiéval se situait sur la frontière naturelle entre la Moravie et la Silésie - plus loin vers le nord ne se trouvaient que des forêts difficilement pénétrables. D'où le nom de la ville en tchèque Hranice qui signifie « frontières ». C'est l'emplacement de la route de l'ambre passant à travers le seuil entre les Sudètes et les Carpates occidentales.

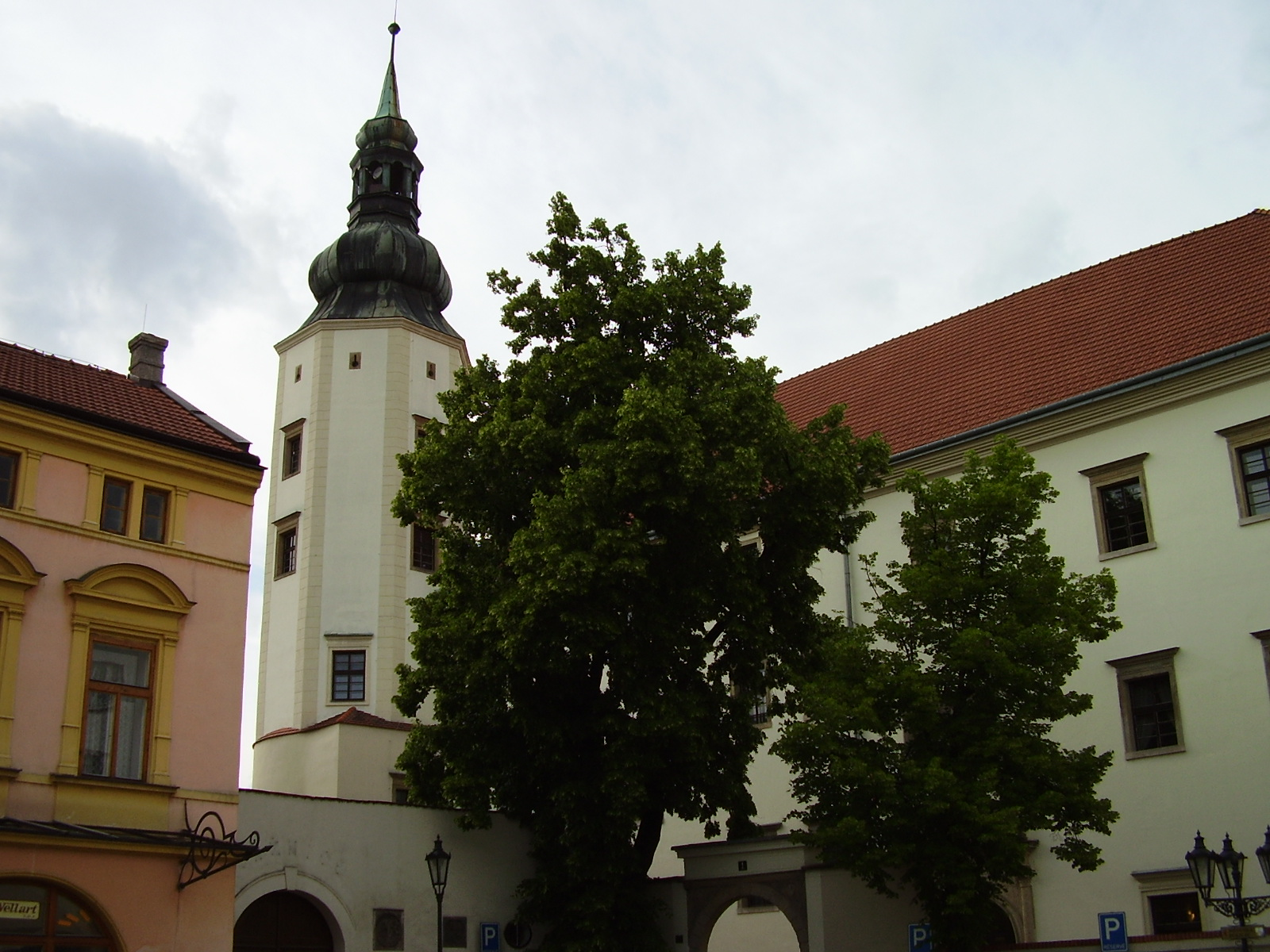
Le château.

La ville a probablement été fondée vers la fin du XIIe siècle par les moines bénédictins de Rajhrad, sur mandat du duc Frédéric de Bohême. La seigneurie appartenait au margraviat de Moravie dès 1182, près de la frontière avec le duché de Silésie au nord. Les deux régions deviennent parties intégrantes des pays de la couronne de Bohême en 1348. Depuis 1222, Hranice était détenue par l'ordre des chanoines réguliers de Prémontré ; à cette époque, le nom Alba ecclesia (« église blanche » ; en allemand : Weißkirchen) a été adopté.
En 1427, la ville a été conquise par les hussites. En raison de sa position stratégique, elle est occupée et pillée à plusieurs reprises pendant la guerre entre le roi hussite Georges de Poděbrady et Matthias Corvin, roi de Hongrie, entre 1468 et 1471. Au XVIe siècle, les Frères moraves s'établirent à Hranice.
En 1621, après la bataille de la Montagne-Blanche, l'évêque d'Olomouc, Franz Seraph von Dietrichstein fut remis en possession du château de Hranice, d'où il mit en place des mesures rigoureuses de la Contre-Réforme. Dans les années qui ont suivi, la ville subit malheureusement les conséquences de la guerre de Trente Ans. 

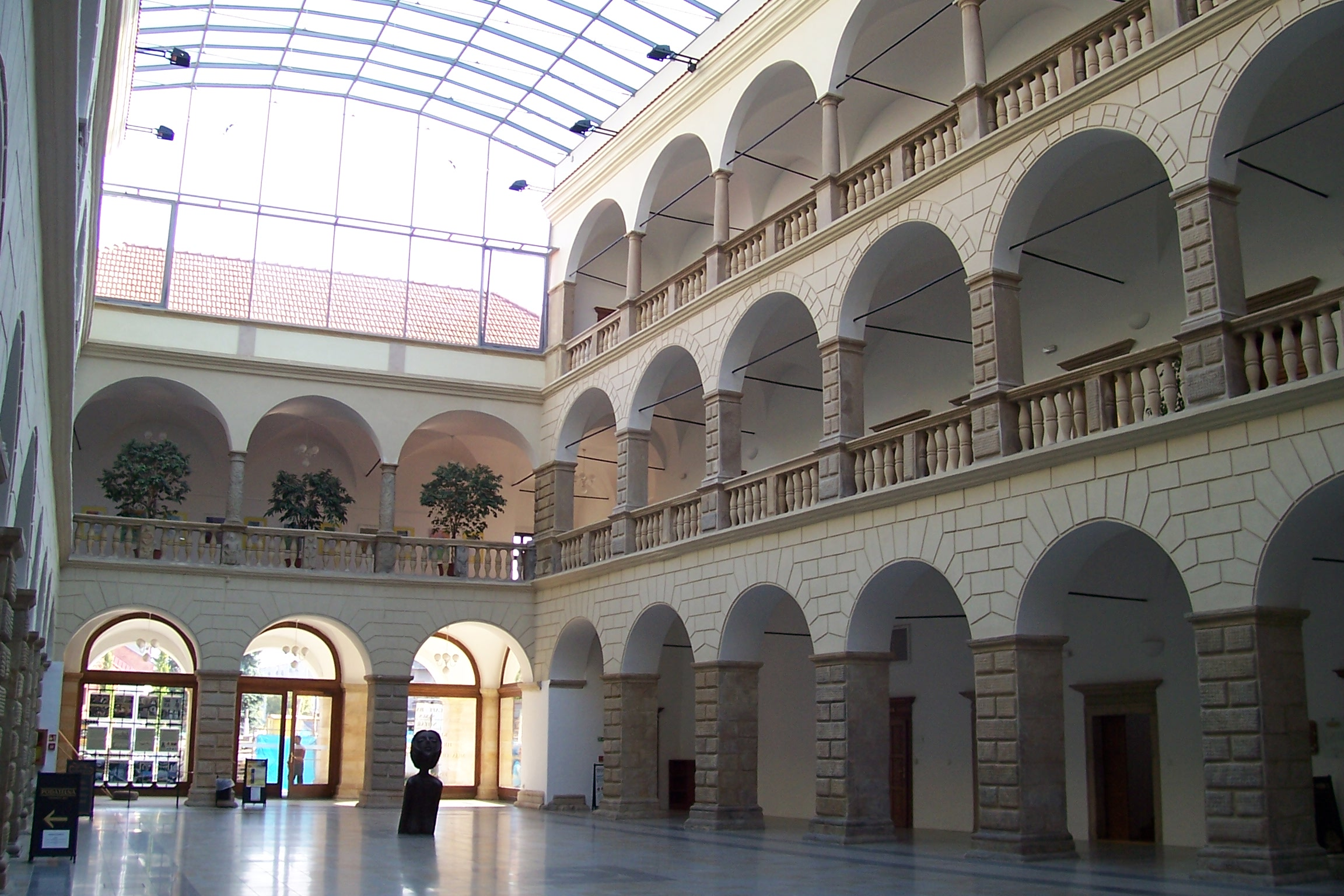
La cour du château Renaissance et sa verrière.
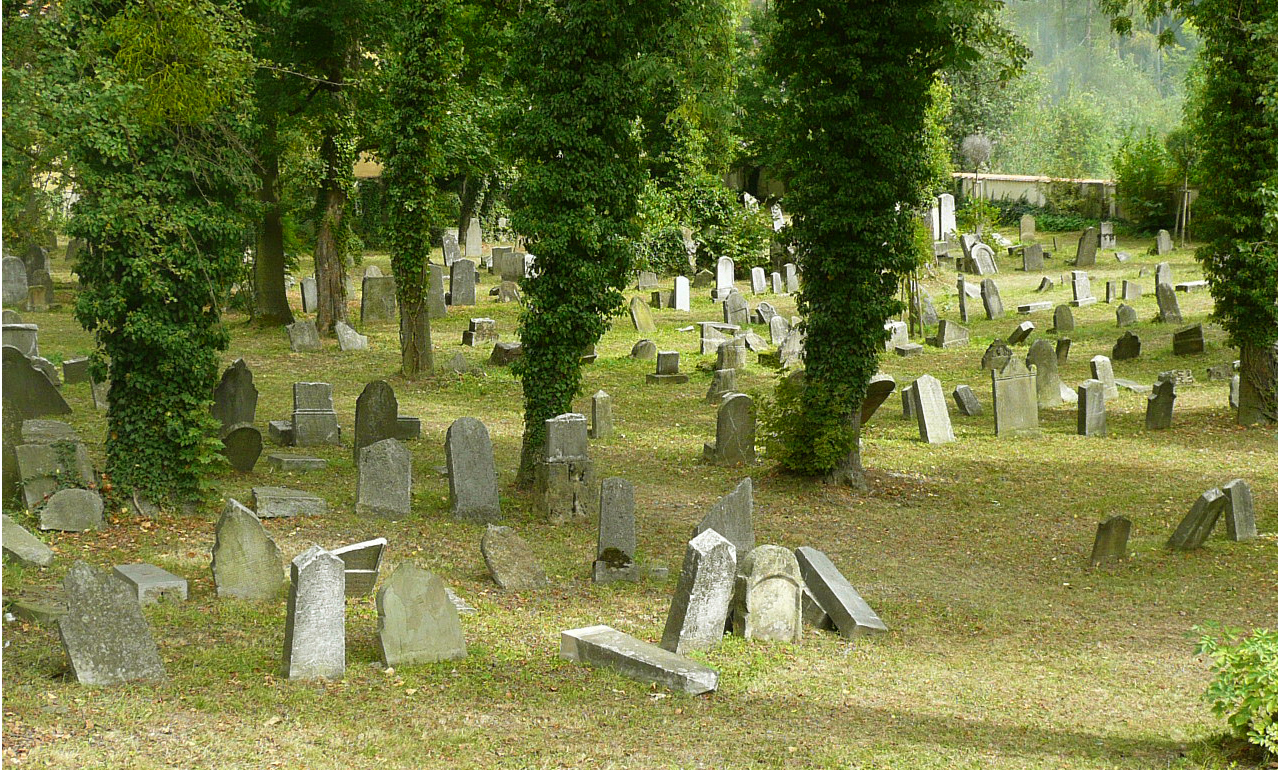
Le cimetière juif.
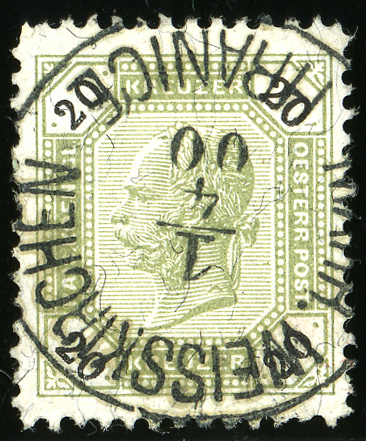
Oblitération bilingue en 1900.

L'économie locale a profité de la construction de la Nordbahn (Ligne du Nord)  reliant la Moravie à Vienne. Jusqu'à la fin de la Première Guerre mondiale, la ville de Weisskirchen in Mähren - Hranice fait partie de la monarchie autrichienne (empire d'Autriche), puis Autriche-Hongrie (Cisleithanie après le compromis de 1867), chef-lieu du district de même nom, l'un des 34 Bezirkshauptmannschaften en Moravie. Le nom allemand (y compris Weiskirchen) fut utilisé seul avant 1867.

## Les Juifs de Hranice

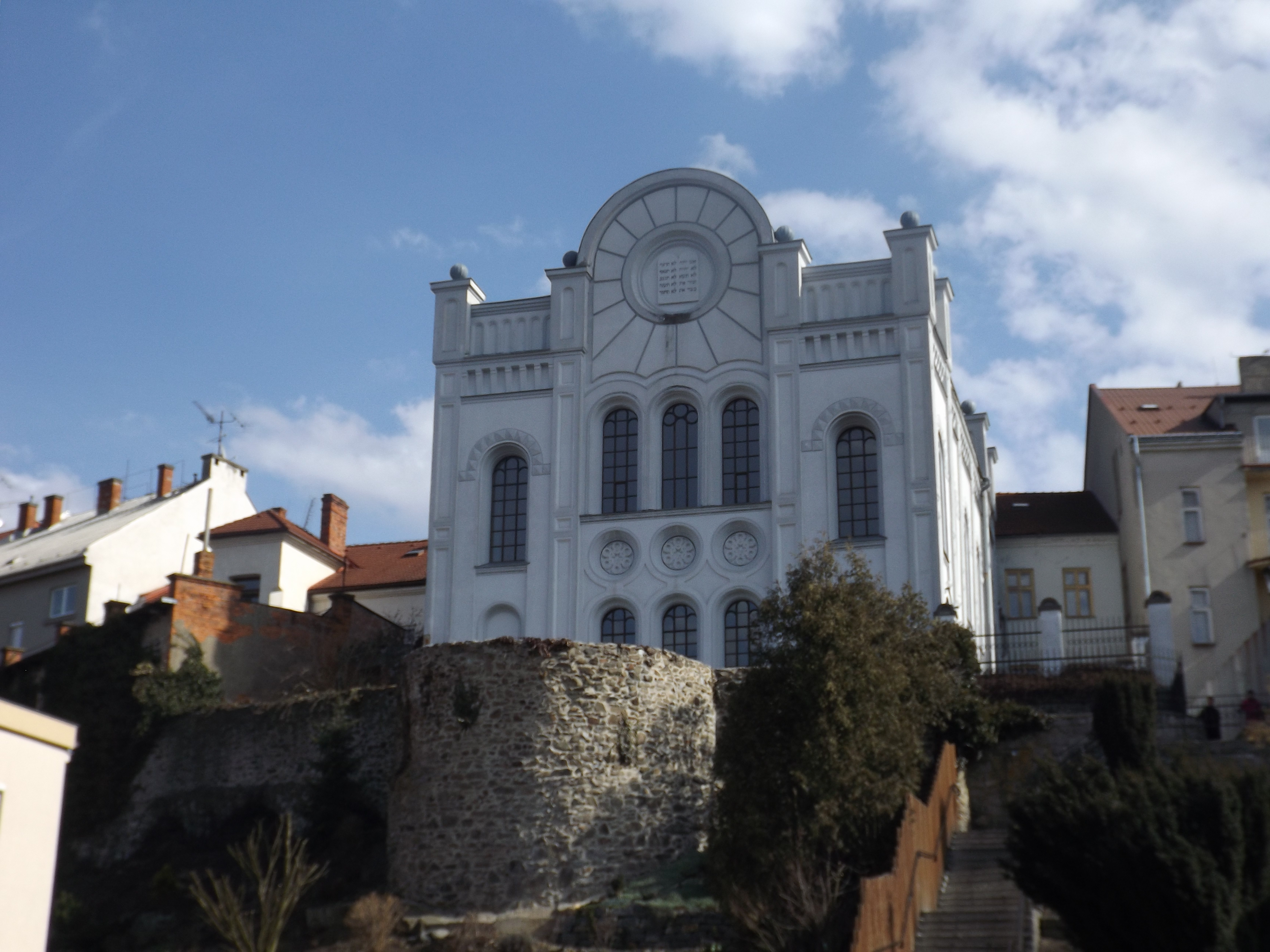
La synagogue de Hranice.

La ville a compté un important quartier juif. Des panneaux en racontent l'histoire sous la synagogue. Les premières arrivées remontent au début du XVIIe siècle, recevant en 1637 le droit à un quartier autogéré de 17 maisons, autour de la rue Janáčkova (historiquement rue Židovská). Il ne leur était pas permis de devenir propriétaires ailleurs. La communauté comptait 802 hab en 1857 (13 % de l'ensemble de la ville). Elle eut un rôle significatif dans le développement de l'industrie à Hranice : une fabrique de textile est établie en 1844 (la plus grande jusqu'au milieu du XXe siècle) ; des distilleries (1827, 1836).
Pendant l'occupation nazie, en 1942, les personnes juives résidant à Hranice sont déportées et assassinées.  

## Population
Recensements (*) ou estimations de la population de la commune dans ses limites actuelles :
| 1869* | 1880*  | 1890*  | 1900*  | 1910*  | 1921*  |
| ----- | ------ | ------ | ------ | ------ | ------ |
| 9 580 | 10 395 | 11 183 | 11 299 | 12 306 | 12 511 |

| 1930*  | 1950*  | 1961*  | 1970*  | 1980*  | 1991*  |
| ------ | ------ | ------ | ------ | ------ | ------ |
| 14 368 | 14 997 | 14 033 | 15 338 | 17 634 | 19 507 |

| 2001*  | 2011*  | 2015   | 2016   | 2017   | 2018   |
| ------ | ------ | ------ | ------ | ------ | ------ |
| 19 670 | 18 397 | 18 494 | 18 407 | 18 352 | 18 213 |

| 2019   | 2020   | 2021*  | 2022   | 2023   | 2024   |
| ------ | ------ | ------ | ------ | ------ | ------ |
| 18 057 | 17 999 | 17 469 | 17 495 | 17 978 | 18 024 |

## Enseignement secondaire
Hranice compte cinq établissements secondaires : le lycée de Hranice, l'athénée professionnel, l'athénée forestier, l'athénée industriel et l'athénée des professions de santé.

## Sports
La ville possède plusieurs clubs sportifs, dont le club de handball (HC Cement Hranice), le club de football (SK Hranice), le club d'athlétisme (AK Hranice), l'association cycliste, le club de canoë (KVS Hranice), l'association de cynologie, l'aéroclub (Aeroklub Hranice) et une association de danse (A Klub).

## Jumelages
La ville de Hranice est jumelée avec:
- Hlohovec (Slovaquie)
- Konstancin-Jeziorna (Pologne)
- Leidschendam-Voorburg (Pays-Bas)

## Personnalités liées à la commune
- Aaron Chorin (1766-1844), rabbin ;
- Isidore Singer (1859-1939), auteur et éditeur ;
- Edith Stein (1891-1942), philosophe, théologienne et religieuse carmélite, faisait son service à la Croix Rouge envoyée à l'hôpital militaire de Hranice en 1915.
- Jan Jařab (1965- ), médecin, défenseur des droits de l'homme, diplomate, écrivain et traducteur, frère du suivant, y est né ;.
- David Jařab (1971- ), réalisateur de cinéma et metteur en scène de théâtre, y est né.